# Bigenditia millawa
Bigenditia millawa är en spindelart som beskrevs av Norman I. Platnick 2000. Bigenditia millawa ingår i släktet Bigenditia och familjen Lamponidae. Inga underarter finns listade.